# Nafiss Nia
Nafiss Nia (Isfahan) is een Iraans-Nederlandse dichter/filmmaker, literaire vertaler en Cultureel Leider. Ze woont en werkt sinds 1992 in Nederland.
Ze debuteerde in januari 2004 bij Uitgeverij Bornmeer met de bundel Esfahan, mijn hoopstee, gevolgd door De momenten wachten ons voorbij in 2012 bij uitgeverij Boekfabriek. Haar derde bundel 26 woorden voor schoonheid is in februari 2019 verschenen bij uitgeverij Orlando.
Gedichten van Nafiss Nia zijn opgenomen in een dertigtal verzamelbundels en bloemlezingen, onder andere De beste gedichten van 2002 (De Arbeiderspers, 2003), Zo'n gelukkige dag (De Geus, 2005), Kastanjegedichten (Passage, 2006), Jou willen is jou missen (Van Gennep, 2009), Blauw Goud (Nieuw Amsterdam, 2013), Ik weet niet welke weg je neemt (Prometheus, 2015), Hoop (Bekking & Blitz, 2016), Denkend aan Marsman (stichting Spleen, 2019).
Nafiss Nia droeg onder andere voor op International Poetry Festival in Rotterdam, Park & Poëzie in Middelburg, Het Poëziefestival Tuinfeest in Deventer, Het festival Noorderzon in Groningen, Het festival Wintertuin in Nijmegen. Sinds 2012 is zij zakelijk- & artistiek leider van Stichting Granate, een organisatie die inclusiviteit in de Nederlandse film & poëzie bevordert en zichtbaar maakt.
Nafiss Nia is lid van Auteursbond en de stichting Schrijvers Centrale. Zij studeerde moderne Perzische literatuur, Filmregie en scenarioschrijven, respectievelijk in Teheran en Amsterdam. In 2020 rondde ze de studie Leiderschap In Culture| (LinC) af, een gezamenlijk programma van de Universiteit Utrecht en Antwerp Business School.
Haar autobiografische documentaire A, B, C, ... ging in februari 2011 in première. In 2015 ging Dance Iranian Style, haar debuutspeelfilm als scenarioschrijver en producent, in première in Eye Amsterdam. Haar speelfilm Die middag is op 28 januari 2023 in première gegaan tijdens het International Film Festival Rotterdam (IFFR). Die middag is vanaf 18 mei te zien in de bioscopen.

## Filmografie
- 2012 - A,B,C, …, 1001 Production House
- 2012 - Dance, Iranian Style, Speelfilm 83 min. 1001 Production House
- 2015 - Dus (korte film), in opdracht van Stichting Granate
- 2022 - Documentaire-serie Words That Matter
- 2023 - Die middag, Speelfilm 75 min. Halal Film en Photography
- 2024 - Roya Was Here, Korte speelfilm 10 min. 1001 Production House/Granate/Het Ketelhuis

- International Standard Name Identifier: 0000 0003 6903 7031
- Library of Congress Control Number: no2019151841
- Nederlandse Thesaurus van Auteursnamen: 288584872
- Virtual International Authority File: 284128487